# Сегюр, Луи-Филипп
Граф Луи Филипп де Сегюр (фр. Louis Philippe, comte de Ségur; 1753—1830) — французский историк и дипломат, был послом Франции при дворе российской императрицы Екатерины II (1784—1789). Отец Филиппа Поля де Сегюра, оставившего известные записки о пребывании в России в 1812 году.

## Биография
Старший сын маркиза Филиппа-Анри де Сегюра. Учился в артиллерийской школе в Страсбурге, в 1769 году получил должность лейтенанта в кавалерии. В 1771 году произведен в капитаны, в 1776 году — подполковник Орлеанского полка.
Выступил в суде в защиту американских колонистов, в 1777 году просил у короля разрешения добровольцем отправиться в Америку, получил отказ. Получив звание полковника Суассонского полка, в 1781 году все же отплыл в Америку на фрегате «Слава». После окончания войны и отзыва французских войск в 1782 году получил отпуск и разрешение остаться в Америке. Посетил Мексику, Перу и Санто-Доминго, а несколько лет спустя издал журнал своих путешествий, привлекший большое внимание.
В 1784—1789 был послом в России, сопровождал Екатерину II при поездке по России в 1787 году, о чём оставил записки, являющиеся ценным историческим источником. Затем был вначале отправлен в качестве посланника к папскому двору, но после того, как папа римский отказался принять его верительные грамоты, был послан в Пруссию, и с 11 января 1792 года служил послом в Берлине, однако там он был плохо принят, и после участия в дуэли Сегюру пришлось выйти в отставку. Неуспех его миссии объяснялся, возможно, нелестными отзывами французских эмигрантов о якобинском окружении посла, которые весьма не понравились королю Фридриху Вильгельму II.
Великая французская революция лишила его почти всего состояния, в последующие годы средства к жизни он добывал почти исключительно литературным трудом. В 1801 году о нём вспомнил Наполеон, в 1803 году избран во Французскую академию, а позже стал государственным советником, обер-церемониймейстером.
В 1810 году Сегюр стал графом империи, в апреле 1814 года получил звание сенатора. В 1814-м году Сегюр проголосовал за отречение Наполеона, и после реставрации Бурбонов в июне 1814 года был возведен в пэры Франции. По своим политическим убеждениям примыкал к либеральным кругам. Во время Ста дней поддержал Наполеона, за что лишился всех милостей после вторичной реставрации Бурбонов, однако в 1819 году все же снова оказался в милости при дворе.
С 1822 по 1825 годы был великим командором Верховного совета Франции.
В 1830-м году Сегюр поддержал очередную революцию, однако вскоре умер в Париже 27 августа 1830 года.

## Сочинения
Полное собрание сочинений де Сегюра было выпущено в 1824 году и насчитывает 33 тома.
- Записки о пребывании в России в царствование Екатерины II
- Письма графа Сегюра к князю Потёмкину / Сообщ. П. Я. Дашковым // Исторический вестник, 1880. — Т. 3. — № 9. — С. 193—198.
- Уроки политики в XVIII столетии. Из записок / Пер. М. А. Кантакузена // Русский архив, 1893. — Кн. 3. — Вып. 11. — С. 384—386.
- Четыре возраста жизни, подарок всем возрастам, русское издание 1822.

## Образ в кино
- «Адмирал Ушаков» (1953) — актёр Ян Янакиев